# 渡辺大陸
渡辺 大陸（わたなべ たいりく、1901年7月8日 - 1955年12月11日）は、兵庫県出身のプロ野球監督。

## 来歴・人物
神戸二中を経て1920年（大正9年）に明治大学予科へ入学し、野球部の剛球投手として活躍。しかし大学生活4年目の1923年（大正12年）に学歴詐称が発覚して明大を退学する。
台北交通団ではエースとして1931年の第5回全日本都市対抗野球大会で準優勝に貢献。
戦後は1946年シーズン終了後、宇高産業社長の宇高勲から宇高レッドソックス監督として迎えられるが、チームは日本野球連盟に加盟を拒否された。その後は宇高が会長となった国民野球連盟の発足に尽力。1950年、大洋ホエールズの総監督（初代監督）に就任したが、総監督の立場にとどまり実際の指揮は中島治康に任せていたという。それでも勝率5割を超える好成績を残した。翌年中島治康を監督に置き、退団。
のち、学習院大学監督に就任し、1955年に死去。

## エピソード
明治大学時代は「ヨヤハッ、ヨヤハッ」と奇声を発しながら投球し、球速は非常に速かったと言われている。ただしコントロールが悪く、1922年の早大戦では打者3人連続死球で負傷に追いこみ、相手から恐れられた。

## 詳細情報

### 年度別監督成績
| 年度   | 年度     | チーム         | 順位 | 試合 | 勝利 | 敗戦 | 引分 | 勝率 | ゲーム差 | チーム 本塁打 | チーム 打率 | チーム 防御率 | 年齢 |
| ------ | -------- | -------------- | ---- | ---- | ---- | ---- | ---- | ---- | -------- | ------------- | ----------- | ------------- | ---- |
| 1950年 | 昭和25年 | 大洋ホエールズ | 5位  | 140  | 69   | 68   | 3    | .504 | 31.0     | 111           | .273        | 4.47          | 49歳 |

### 背番号
- 50 （1950年 - 1951年）